# نيران (مسلسل)
نيران مسلسل بحريني مميز من إخراج أحمد يعقوب المقلة وتأليف أمين صالح وعرض على قناة البحرين .

## ملخص القصة
يعتقد بأن احداث المسلسل كانت مابين القرن السابع عشر إلى القرن التاسع عشر وتدور أحداث القصة في قرية صغيرة يحتلها رجل شرير وهو بن زيدان مع أتباعه أما سكان القرية فهم يعيشون في ظلم فمنهم من يبحث عن عمل ومنهم يمنع بوفاضل عن هدم بيته ((وهو (بويوسف) عبد المحسن النمر)) ولكن في النهاية يدرك الكل أن لامحال إذا واجهوا أتباع بن زيدان فيسيهزمونه وهذا الذي حدث فطردوا بن زيدان بعد أن قتلوا أتباع بن زيدان ومنهم من هرب.

## عجائب المسلسل
الملابس كانت غريبة وأيضا الديكور وهيئة المنازل لم توجد في أي زمان فكان هذا من ميزات المسلسل حيث كأنهم يعيشون عصرا قديما لكن لم يعرف أي عصر كانوا يعيشونه

## الشخصيات
- جاسم النبهان - ((جابر))
- جمعان الرويعي - ((سلمان))
- أحمد مجلي - ((عيسى))
- هيفاء حسين - ((مريم))
- محمد المنصور - ((بن زيدان))
- سعد الجزاف - ((أبو فاضل))
- إبراهيم البنكي ( بوشهاب )
- لطيفة المجرن - (( أم الخير ))
- علي الغرير - (( الرقي ))
- فضيلة المبشر - (( لولوة ))
- أحمد مبارك - (( رشود ))
- هدى سلطان - (( بيبي ))
- سعد البوعينين - ((بوعيسى))
- عبد المحسن النمر - ((بويوسف))
- مبارك خميس ( أحمد السقاي )
- ياسر سيف (عزوز)

بالإضافة إلى أتباع بن زيدان

## إنظر
قائمة شخصيات مسلسل نيران